# Oriol Sàbat
Oriol Sàbat (Barcelona, 23 de abril de 1981), más conocido como Uri Sàbat, es un locutor y presentador de radio y televisión español.

## Biografía
Licenciado en Comunicación Audiovisual por la Universidad Ramon Llull. Desde 2008 y hasta 2013 presentó y dirigió, de lunes a viernes y domingos de 11:00 PM a 1:00 AM Ponte a prueba en Europa FM junto a Venus, Daniela Blume, Laura Manzanedo y Víctor Cortés. Desde septiembre de 2013 hasta junio de 2016, dirigió y presentó No te cortes, un programa en la emisora Los 40 Principales. Desde septiembre de 2016 conduce el programa de radio Radiotubers de nuevo en la emisora Los 40 principales.
En cuanto a su carrera televisiva, presentó el call tv Contamos contigo (Cuatro) junto a Anna Simon. En el verano de 2008 presentó la sección Vigilants de la llengüa en el programa Vacances pagades (TV3) junto a Daniela. También estuvo al frente del show emitido directamente por internet Háztelo mirar (2011), de Antena 3. Desde el 5 de septiembre de 2016 presenta el talk show de Cuatro, ‘Hazte un selfi’. El 20 de enero de 2017 deja de presentar definitivamente el programa ‘Hazte un selfi’. Actualmente copresenta en Europa FM en el morning show de la cadena.
Actualmente copresenta el programa La Aldea junto a Jorge Cremades, creador de contenido en redes sociales.